# Chloe (You're the One I Want)
«Chloe (You're the One I Want)» es el primer sencillo del trío pop estadounidense Emblem3 de su primer álbum de estudio, Nothing to Lose, que fue publicado el 30 de julio de 2013. Fue su primer sencillo después de quedar cuarto lugar en la segunda temporada de The X Factor y después de haber firmado con Syco de Simon Cowell. Fue lanzado digitalmente el 15 de abril de 2013 a través de Syco y Columbia Records.

## Información
Después del cuarto lugar en la segunda temporada de The X Factor de Fox. Su mentor, Simon Cowell firmó con el trío en su sello discográfico Syco Music, y para la distribución en los Estados Unidos a través de Columbia Records.

## Vídeo Musical
El 8 de mayo de 2013, el vídeo oficial lírico fue subido en el canal VEVO del grupo. Una serie de teasers cuenta regresiva del vídeo y el tráiler precedió al estreno de vídeo. Vídeo musical oficial de la canción se estrenó en el canal VEVO del grupo el 18 de mayo de 2013. El vídeo fue dirigido por Ray Kay.
El vídeo comienza con Keaton tocar la guitarra y luego los chicos en backstage. Luego hay varias escenas con las chicas sintiéndose inseguras recibiendo un alfiler blanco con letras rojas que dice: "I'm a Chloe @EmblemThree". El pasador pasa chica por chica y al final ves cientos de fanes levantando sus pines Chloe en un concierto con el fin de entrar, un grupo de los llamados chicas populares que no recibieron pines no se dejó entrar para que pisar fuera, mientras que las chicas con alfileres se permite la entrada al concierto. Luego ves a los chicos en el escenario cantando y bailando con un grupo de chicas que corrieron al escenario.

## Rendimiento en las listas
La canción ha vendido más de 35.000 descargas digitales en sus dos primeras semanas en Estados Unidos y 145.000 descargas desde el 11 de julio de 2013.
| Lista (2013)                         | Máxima posición |
| ------------------------------------ | --------------- |
| Corea del Sur (GAON)                 | 93              |
| Estados Unidos Pop Songs (Billboard) | 27              |

## Actuaciones en vivo
El trío cantó la canción en su gira de verano. También cantaron el 7 de junio en Good Morning America de ABC.

## Historial del lanzamiento
| País          | Fecha               | Formato          | Sello discográfico |
| ------------- | ------------------- | ---------------- | ------------------ |
| United States | 15 de abril de 2013 | Descarga digital | Columbia Records   |